# Rungia repens
Rungia repens är en akantusväxtart som beskrevs av Christian Gottfried Daniel Nees von Esenbeck. Rungia repens ingår i släktet Rungia och familjen akantusväxter. Inga underarter finns listade i Catalogue of Life.